# 武智軍団
武智軍団（たけちぐんだん）は、お笑いコンビ・スーパーマラドーナの武智が、元ヤンキー（元ヤン）の芸人を集めて結成した軍団。たけし軍団からヒントを得て捩りで名づけた名称。
正式表記は、「米餌須夜死魍斗愚連隊」（べえすよしもとぐれんたい、活動拠点であるbaseよしもとから取ったもの）。

## メンバー
- 武智
- 天竺鼠
- 西森洋一（モンスターエンジン）
- 三輪善行（なにわプラッチック）
- 濱家隆一（かまいたち）
- 井本貴史（ライセンス）
- 黒瀬純（パンクブーブー）
- 多田智佑（トット）
- ツートライブ
- 津田康平（マルセイユ）

## ライブ
- 2007年
  - 6月20日 - 1Hライブ　｢baseよしもと愚連隊｣　※ゲストMC とろサーモン､ゲスト 野性爆弾